# Homewood Mountain Resort

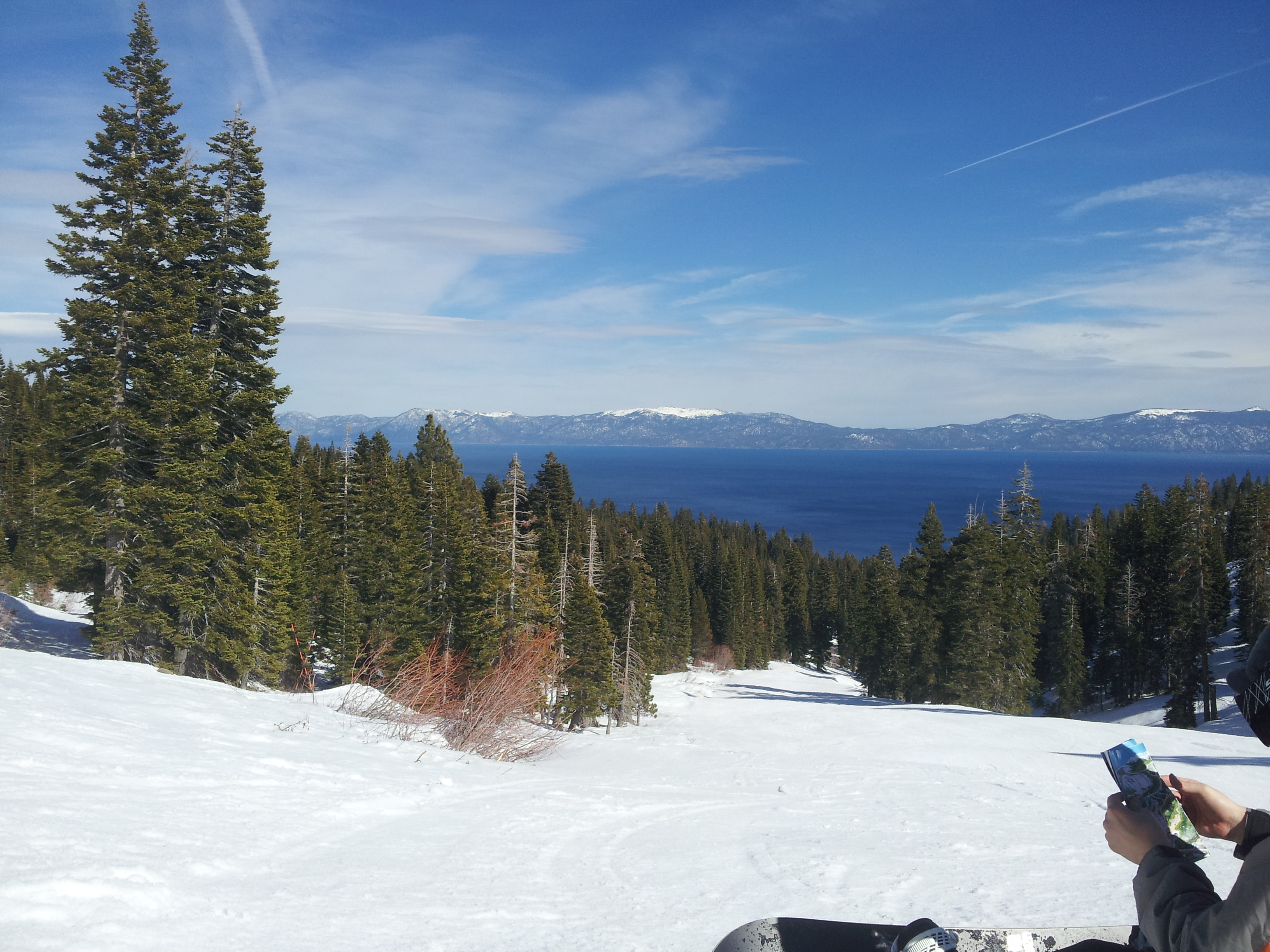
Lake Tahoe gezien vanaf Homewood Mountain Resort

Homewood Mountain Resort is een klein wintersportgebied in de Sierra Nevada in de Amerikaanse staat Californië. Het bevindt zich meer bepaald in het gelijknamige gehucht in Placer County. Het skigebied ligt op een bergflank pal aan de oevers van Lake Tahoe en staat bekend om zijn unieke uitzichten over het donkerblauwe bergmeer.
Skiërs beschikken over 510 hectare skigebied en zeven liften. Er is geen accommodatie in het wintersportgebied zelf, al zijn er plannen om die te voorzien.
Het wintersportgebied is sinds 2006 in eigendom en beheer van JMA Venture, een firma uit San Francisco.